# Гіль Юрій Сергійович
Ю́́рій Сергі́йович Гі́ль (нар. 8 серпня 1985 — 3 травня 2015) — старший солдат Збройних сил України, учасник російсько-української війни.

## Життєвий шлях
Народився в Олеську, проживав з родиною у селі Вижгів.
12 лютого 2015-го призваний за мобілізацією, старший солдат, номер обслуги 15-го окремого мотопіхотного батальйону.
3 травня 2015-го на закладеному фугасі біля села Катеринівка Попаснянського району на ґрунтовій дорозі підірвалася БРДМ-2, Юрій в цей час знаходився у транспорті. Загинули двоє військових — Юрій Гіль та Аркадій Чухнов, ще троє зазнали поранень й були госпіталізовані.
Без Юрія лишились дружина та четверо дітей.
Похований в селі Олеськ 8 травня 2015-го.
У серпні 2015-го любомльські волонтери придбали будинок у селі Радехів Любомльського району сім'ї Гілів.

## Нагороди та вшанування
- Указом Президента України № 9/2016 від 16 січня 2016 року — орденом «За мужність» III ступеня (посмертно)[1]